# بهشت آشفته
| بررسی انتقادی | بررسی انتقادی |
| منبع          | رتبه‌بندی      |
| ------------- | ------------- |
| دورک          | [ ۱ ]         |
| پیچفورک       | ۶.۰/۱۰        |
| پاپ‌مترز       | ۸/۱۰          |
| تام هول       | ب+ ()         |

بهشت آشفته (به انگلیسی: Troubled Paradise) نخستین آلبوم استودیویی از خوانندهٔ آمریکایی اسلیتر می‌باشد که در ۱۱ ژوئن سال ۲۰۲۱ از سوی فیدر لیبل منتشر گردید. این آلبوم به‌طور کلی با نقدهای مثبتی از سوی منتقدان موسیقی روبه‌رو شده که تهیه‌کنندگی به روز، کیفیت شعری و ترانه‌سرایی جا افتاده آن را تحسین کرده‌اند. برخی دیگر از منتقدان نیز این آلبوم را پیشرفتی نسبت به نخستین میکس‌تیپ وی دانستند.

## فهرست ترانه‌ها
| فهرست ترانه‌های بهشت آشفته | فهرست ترانه‌های بهشت آشفته   | فهرست ترانه‌های بهشت آشفته                | فهرست ترانه‌های بهشت آشفته | فهرست ترانه‌های بهشت آشفته |
| شماره                     | نام                         | نویسنده(ها)                              | تهیه‌کننده(گان)            | مدت                       |
| ------------------------- | --------------------------- | ---------------------------------------- | ------------------------- | ------------------------- |
| ۱.                        | «خود تخریبی» (به‌همراهٔ ووکی) | اسلیتر کریس بارمن                        | ووکی                      | ۲:۱۵                      |
| ۲.                        | «ونوم»                      | اسلیتر ایثن بادنیک                       | روبوکید                   | ۲:۲۴                      |
| ۳.                        | «گلوزیلا»                   | اسلیتر اسپنسر هاوک                       | گوپی                      | ۳:۰۵                      |
| ۴.                        | «لانهٔ سگ»                   | اسلیتر بادنیک                            | روبوکید                   | ۲:۲۲                      |
| ۵.                        | «پروانه‌ها...»               | اسلیتر بادنیک                            | روبوکید                   | ۱:۴۸                      |
| ۶.                        | «بهشت آشفته»                | اسلیتر جان هیل جردن پالمر بادنیک         | روبوکید هیل پالمر         | ۴:۰۱                      |
| ۷.                        | «ابرها»                     | اسلیتر مارک اشنایدر نیکلاس دیپیترانتونیو | اشمارکس نیکوپاپ           | ۳:۱۰                      |
| ۸.                        | «گاوچران‌ها»                 | اسلیتر دیو بوریس میکا جسپر               | بوریس جسپر                | ۳:۳۸                      |
| ۹.                        | «قاتل زنجیره‌ای»             | اسلیتر آنتونی اسکات بورنز                | پایلت‌پریست                | ۳:۵۷                      |
| ۱۰.                       | «از این گذشتم!»             | اسلیتر کاترین لوی کریس گریتی زک سروینی   | گریتی سروینی              | ۲:۵۶                      |
| ۱۱.                       | «شرور»                      | اسلیتر لوی گریتی سروینی                  | گریتی سروینی              | ۳:۳۳                      |
| ۱۲.                       | «نامه‌ها»                    | اسلیتر نیت کامپنی کایل شیرر              | کامپنی شیرر               | ۳:۱۵                      |
| مجموع مدت:                | مجموع مدت:                  | مجموع مدت:                               | مجموع مدت:                | ۳۶:۳۱                     |